# Маддалена Мусумечі
Маддалена Мусумечі (італ. Maddalena Musumeci, 26 березня 1976) — італійська ватерполістка.
Олімпійська чемпіонка 2004 року, учасниця 2008 року.
Чемпіонка світу з водних видів спорту 1998, 2001 років, призерка 2003 року.